# 卡约
卡约（法語：Cailhau，法語發音：[kajo] ⓘ）是法国奥德省的一个市镇，位于该省西部，属于利穆区。

## 地理
卡约（43°8'50"N, 2°8'11"E）面积9.76 平方千米，位于法国奧克西塔尼大區奥德省，该省份为法国南部沿海省份，北起塔恩省，西北接上加龙省，西接阿列日省，南至东比利牛斯省，东临地中海，东北与埃罗省接壤。
与卡约接壤的市镇（或旧市镇、城区）包括：贝尔韦兹迪拉泽斯、布吕盖罗勒、卡亚韦勒、康比约尔、费朗、格拉马济、蒙雷阿勒。

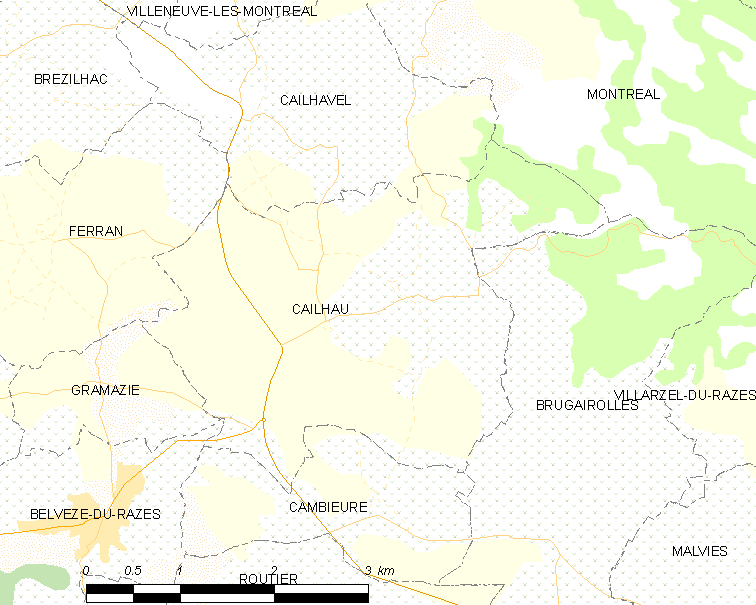
卡约的OSM定位图

卡约的时区为UTC+01:00、UTC+02:00（夏令时）。

## 行政
卡约的邮政编码为11240，INSEE市镇编码为11058。

## 政治
卡约所属的省级选区为拉皮耶日欧拉泽斯县。

## 人口

1962-2008年间卡约人口变化图示

卡约于2022年1月1日时的人口数量为250人。